# Cryptocorynetes
Genre
Cryptocorynetes est un genre de rémipèdes de la famille des Cryptocorynetidae.

## Distribution
Les espèces de ce genre sont endémiques des Bahamas.

## Liste des espèces
Selon World Register of Marine Species (12 février 2014) :
- Cryptocorynetes elmorei Hazerli, Koenemann, Iliffe, 2009
- Cryptocorynetes haptodiscus Yager, 1987
- Cryptocorynetes longulus Wollermann, Koenemann, Iliffe, 2007

## Publication originale
- Yager, 1987 : Cryptocorynetes haptodiscus, new genus, new species, and Speleonectes benjamini, new species, of remipede crustaceans from anchialine caves in the Bahamas, with remarks on distribution and ecology. Proceedings of the Biological Society of Washington, vol. 100, no 2, p. 302-320 (texte intégral).